# Litomyšl (nádraží)
Litomyšl je dopravna D3 (někdejší železniční stanice) v Litomyšli v Pardubickém kraji. Nachází se v severní části města s přístupem z Nádražní ulice.

## Popis
Nádraží je konečnou, čtrnáctou zastávkou jednokolejné regionální dráhy z Chocně přes Vysoké Mýto, v jízdním řádu pro cestující uváděné pod číslem 018, a to na kilometru 23,7. Je součástí místního integrovaného dopravního systému. Pravidelnou osobní dopravu provozují České dráhy.
Na nádraží se nachází nádražní budova a depo, dvě koleje s nástupišti (1 a 3), čtyři koleje manipulační a 13 ručně stavěných výhybek. Dirigující dispečer má sídlo v Chocni (dříve ve Vysokém Mýtě) a ve stanici není ani výpravčí.

## Historie
První železniční dráha měla být vybudována pod koncesí z roku 1870 z Hlinska přes Litomyšl do Ústí nad Orlicí, nicméně z finančních důvodů nakonec stavba nebyla zahájena, přestože nejbližší železniční stanice byla od města velmi daleko. Projekt dráhy z Chocně do Litomyšle zahájilo Vysoké Mýto, ale teprve po spojení s Litomyšlí se dráhu povedlo roku 1879 získat. Město Litomyšl se na vybudování trati mělo podílet částkou 20 tisíc zlatých a k tomu věnovat pozemky na stavbu nádraží, nicméně majitel panství, kníže Thurn-Taxis, vzal tento závazek za svůj. Stavba začala v březnu 1882 a provoz byl slavnostně zahájen již v říjnu 1882.

## Služby
Ve stanici není možné koupit jízdenky, cestujícím je však v provozní době k dispozici čekárna. Přístup do hlavní budovy ani na nástupiště není bezbariérový.
Za tratí je v ulici T. G. Masaryka zastávka MHD linky číslo 10 „Litomyšl, vlakové nádraží“.